# Carl Berling
Johan Carl Ernst Berling (Copenhague, 30 de agosto de 1812 – Ismaília, 30 de março de 1871) foi um impressor, editor de jornal e cortesão dinamarquês. Era proprietário do jornal Berlingske Tidende.

## Biografia
Nascido em 30 de agosto de 1812, em Copenhague, Johan Carl Ernst Berling era filho de Carl Christian Berling e Sophie Hedevig Glasing.
Berling era um amigo de infância, e suposto amante, do rei Frederico VII, que o designou como secretário particular e gerente financeiro da lista civil (apanágio). Carl percorria a vida noturna de Copenhague com Frederico, que não queria ser rei e, por isso, rebelou-se junto com seu amigo Carl.

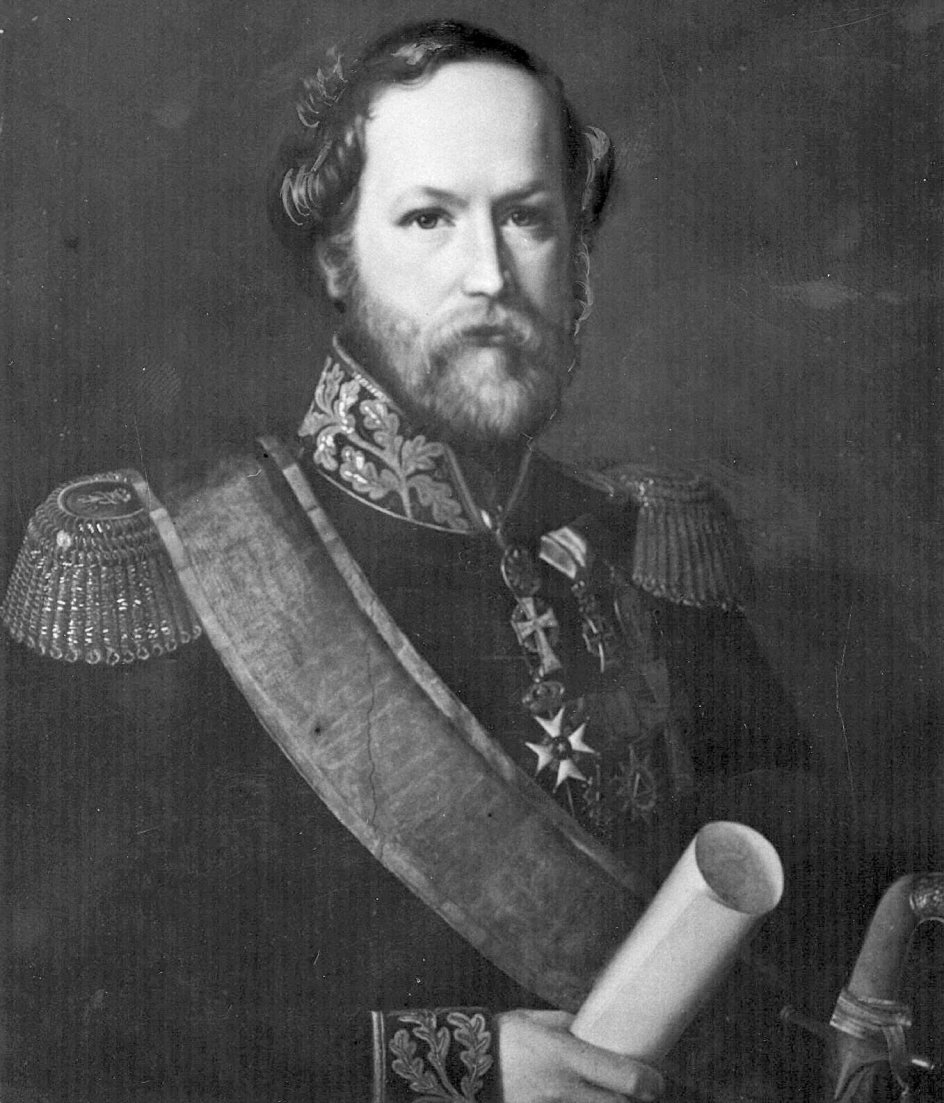
Carl Berling

Berling teve um relacionamento com Louise Rasmussen, uma chapeleira e ex-bailarina, com quem teve um filho ilegítimo, Carl Christian. Através de Berling, Louise conheceu o rei e começou uma relação com ele. Para manter um toque de decência, Frederico contraiu um casamento morganático escandaloso Rasmussen, intitulada "Condessa Danner", em 1850. Frederico, Rasmussen e Berling então se mudaram para o Palácio de Amalienborg, onde este último foi nomeado conselheiro real. Após o casamento da amante com o rei, Berling conquistou uma forte posição política na corte, onde contribuiu para a queda do ministério de Ørsted em 1854 e para a formação do ministério de Rotwitt em 1859. No mesmo ano, problemas de saúde e crescente antipatia das classes dirigentes por Berling o forçaram a renunciar aos seus cargos na Corte.
Berling e Louise viam como sua tarefa apoiar o rei, guiá-lo e, em muitos casos, mantê-lo são quando sua mente desequilibrada e seu estilo de vida, por vezes errático, ameaçavam levá-lo ao limite. Frederico VII era, como Berling e Louise escreveram um ao outro, "um irmão de quem eles tinham que cuidar". Cercados pela hostilidade na corte, entre os principais políticos liberais nacionais e no público de Copenhague, os três formaram um trio emocionalmente interligado.

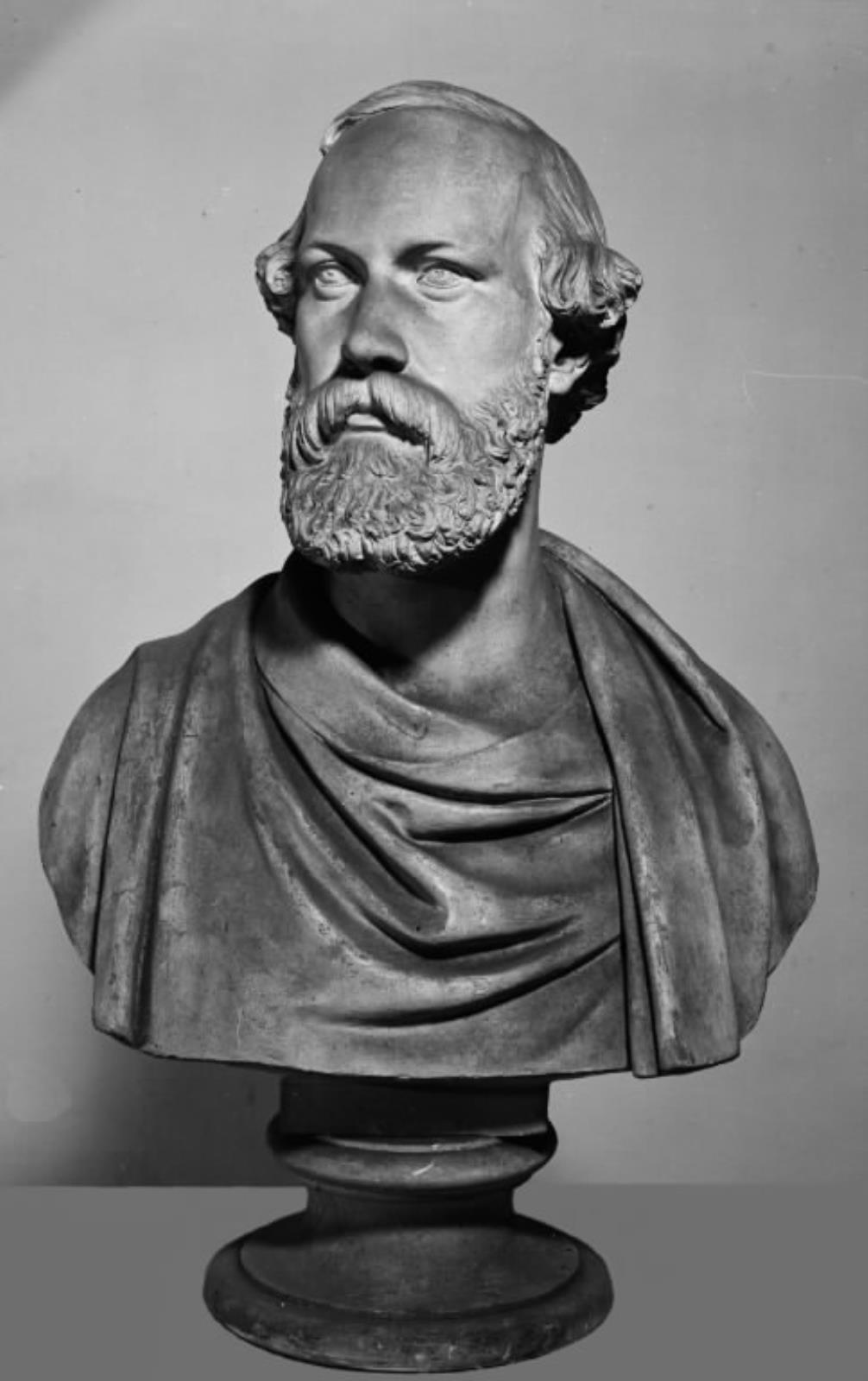
Busto de Carl Berling, por Herman Wilhelm Bissen, 1853

Berling e Louise influenciaram a posição política de Frederico VII. Um monarca absolutista, antes da Constituição de Junho de 1849, Frederico VII tinha que assinar leis para que elas fossem válidas, bem como era o rei quem nomeava e demitia o governo. Louise parece ter desempenhado um papel indireto no abandono da monarquia absoluta por Frederico VII, que ele próprio não acreditava ter as habilidades ou o desejo de assumir como rei absoluto. Em um mês de revoluções em muitas capitais europeias e de agitadas reuniões e distúrbios em Copenhague, Louise ajudou a convencer Frederico VII de que seria melhor introduzir uma constituição livre para evitar o caos na capital, o que poderia levar à revolução e à deposição do rei. Nos anos que se seguiram, ela e Berling ajudaram a manter o rei comprometido com a Constituição de Junho.
Após a Primeira Guerra do Eslésvico, que terminou em 1852, as Grandes Potências obrigaram o governo dinamarquês e o rei a manter o estado unitário e dar-lhe uma nova constituição comum. Frederico VII assumiu essa tarefa. Ele tentou, da melhor forma possível, encontrar governos que pudessem resolver essa tarefa tão difícil. Mas se o governo, em sua tentativa de criar uma constituição estadual, quisesse limitar a Constituição de Junho, teria que renunciar. Isso aconteceu em 1854, quando um governo liderado pelo tradicional absolutista Ørsted (1778-1860) tentou limitar a Constituição de Junho, que se aplicava à Dinamarca, com sua Constituição Comum. Isso levou à agitação entre a população sob a liderança da oposição. Para Berling e a Condessa Danner, isso era um problema para a popularidade do rei, que para eles era absolutamente crucial preservar e promover. Portanto, eles aconselharam o rei a demitir o governo de Ørsted. De fato, a amizade entre o trio teve consequências políticas além das pessoais. Até a morte de Frederico VII em 15 de novembro de 1863, Berling e Louise atuaram como o poder por trás do trono. 
Em 18 de outubro de 1854, Berling casou-se com a rica filantropa Polly Marie Knudine Berling, com quem teve quatro filhos: Hedvig (1856), Carl (1857), Thyra (1859), Volmer (1859) e Dagmar (1862). Carl Berling morreu em 30 de março de 1871, em Ismaília, no Egito, durante uma viagem ao lado de Louise.